# Mirrormont
Mirrormont est une census-designated place située dans le comté de King, dans l’État de Washington, aux États-Unis. Sa population s’élevait à 3 659 habitants lors du recensement de 2010.